# Gnorimosphaeroma pulchellum
Gnorimosphaeroma pulchellum är en kräftdjursart som beskrevs av Nunomura1998. Gnorimosphaeroma pulchellum ingår i släktet Gnorimosphaeroma och familjen klotkräftor. Inga underarter finns listade i Catalogue of Life.